# Epholcis longior
Epholcis longior är en skalbaggsart som beskrevs av Blackburn 1898. Epholcis longior ingår i släktet Epholcis och familjen Melolonthidae. Inga underarter finns listade i Catalogue of Life.